# Rafael Benjumea y Burín
Rafael Benjumea y Burín (Sevilla, 23 de julio de 1876-Málaga, 27 de septiembre de 1952), I conde de Guadalhorce, fue un ingeniero de caminos y político español, ministro de Obras Públicas durante la dictadura de Primo de Rivera. 

## Biografía
Procedente de una familia de la burguesía agraria acomodada, su padre, Diego Benjumea Pérez de Seoane, era abogado, ganadero y propietario agrícola. Su hermano Joaquín, conde de Benjumea, fue ministro de Franco y gobernador del Banco de España.
Contrajo matrimonio con Isabel Heredia Loring-Bebel, nieta del industrial Manuel Agustín Heredia. Con ella tuvo como hijos a Isabel, casada con José Moreno Torres, conde de Santa Marta de Babío; Rafael, casado con Jacqueline Poirier; Marta, casada con Mario Pastega; Francisco, casado con Matilde Cabeza de Vaca, Marquesa de Torremayor y de Valdecañas y Condesa del Peñón de la Vega; Ricardo, casado con Françoise Du Bois; y Jorgina.

### Trayectoria
Su carrera profesional y política estuvieron siempre ligadas. Desde sus primeros pasos como profesional, Benjumea se mostró interesado por las obras públicas, trabajando fundamentalmente en la comarca malagueña del río Guadalhorce, donde realizó fundamentalmente dos grandes obras: una central hidroeléctrica, entre 1903 y 1905, y un pantano —el Pantano del Chorro, más tarde conocido como embalse Conde de Guadalhorce—, inaugurado oficialmente el 21 de mayo de 1921.

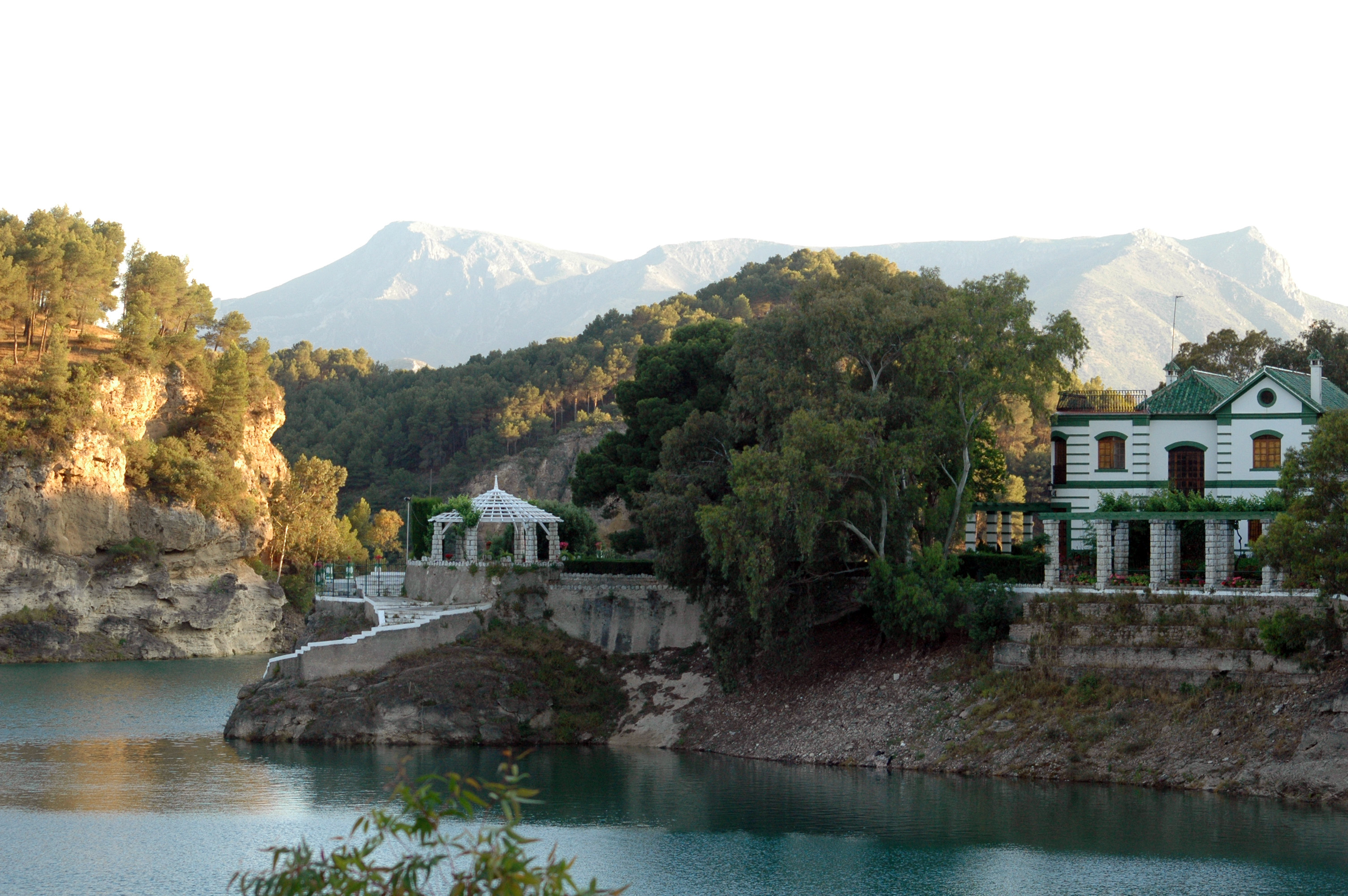
Casa del Ingeniero junto al embalse del Guadalhorce, obra de Rafael Benjumea.

Aprovechando la visita del monarca Alfonso XIII, Benjumea cambió las antiguas tablas de madera que unían la central y el pantano por una pasarela de cemento que actualmente es conocida como el Caminito del Rey debido a esta visita regia. Todas estas obras en esa región le valieron el título de conde de Guadalhorce, que le fue entregado por Alfonso XIII el 12 de septiembre de 1921.
Sin embargo, los frutos de su vida profesional no solo le valieron el reconocimiento a nivel local, sino que fueron méritos suficientes como para que Primo de Rivera, que conocía de sobra que la opinión política de Benjumea era favorable al intervencionismo estatal, le llamara en 1925 para ser ministro de Obras Públicas.
En el marco de su labor como político llevó a cabo numerosos proyectos, pero hay dos que destacan por encima del resto: el trazado, reparación y mantenimiento de las carreteras españolas y la creación de las Confederaciones Hidrográficas. También es conocido su Plan Guadalhorce para los ferrocarriles, que terminó de mallar la red ferroviaria. Sin embargo, recibió numerosas críticas —encabezadas por José Calvo Sotelo—, centradas sobre todo en la financiación de sus proyectos.

### Conspirador contra la República y estancia en Argentina

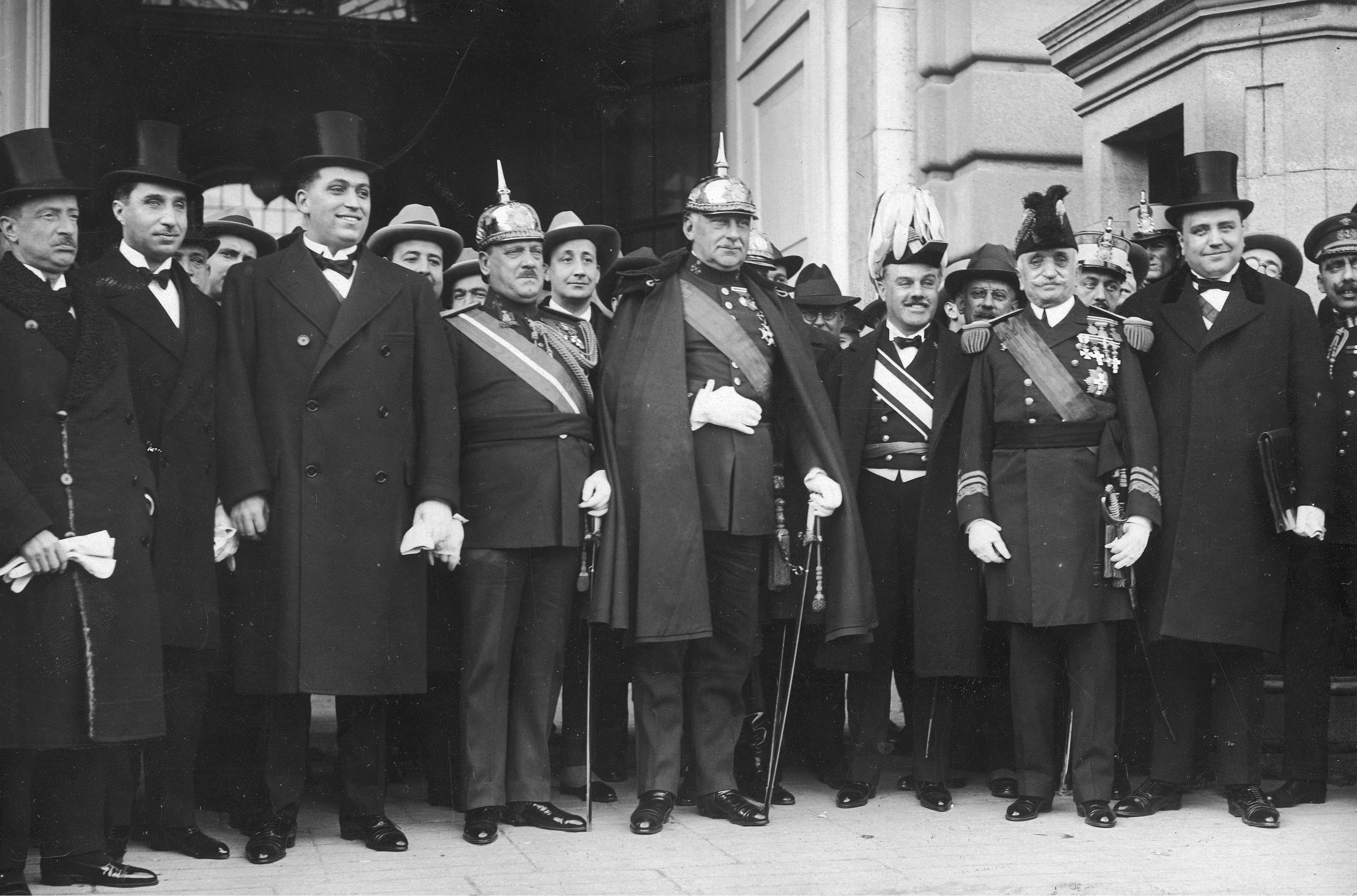
Los miembros del directorio civil de Primo de Rivera en diciembre de 1925. En primera fila, de izquierda a derecha, Eduardo Callejo (Instrucción Pública), José Yanguas (Estado), José Calvo Sotelo (Hacienda), Severiano Martínez Anido (Gobernación), Miguel Primo de Rivera (presidente), conde de Guadalhorce (Fomento), Honorio Cornejo (Marina) y Eduardo Aunós (Trabajo).

Caída en 1930 la Dictadura de Primo de Rivera y fallecido el propio dictador pocas semanas después, Benjumea se contó entre los fundadores del pequeño partido Unión Monárquica Nacional, formado por exdirigentes del régimen caído y del que fue el primer dirigente. El 14 de abril de 1931, el mismo día de la proclamación de la Segunda República, destacados políticos contrarios al nuevo régimen como Ramiro de Maeztu, José Calvo Sotelo, Eugenio Vegas o José Antonio Primo de Rivera se reunieron en el domicilio del conde de Guadalhorce para formar una «escuela de pensamiento» con el fin de derrocar a la República. Abandonó posteriormente España, pasando por Portugal y Francia, fijando su residencia en Biarritz. A finales de 1931 se trasladó a Argentina, estableciéndose definitivamente allí. 
En agosto de 1932 participó en el fallido golpe de Estado del general Sanjurjo, por lo que sería condenado en rebeldía, en el mes de diciembre, a ocho años de reclusión, pena que nunca cumpliría. En las elecciones generales de España de 1933 fue elegido diputado por Zaragoza por el partido Renovación Española y obtuvo la amnistía por el nuevo gobierno derechista, pero optó por permanecer exiliado dadas sus prioridades empresariales. Desde el extranjero mantuvo su vida profesional, aunque seguía activamente apoyando las doctrinas derechistas que llegaban a Buenos Aires. En Argentina participó en las obras del Subte de Buenos Aires como presidente de la Compañía Hispano Argentina de Obras Públicas y Finanzas (CHADOPyF) que, hasta 1938, construyó 16,4 kilómetros en tres líneas del metropolitano, que fue explotado por la Corporación de Transportes de la Ciudad de Buenos Aires. Sin embargo, el Gobierno argentino se negó a subir las tarifas, lo que generó pérdidas irreparables en la explotación. Ante el peligro de quiebra, la Corporación de Transportes fue incautada por el Gobierno, que incoó un proceso criminal contra los directores de CHADOPyF y otras empresas incluidas en la Corporación de Transportes. Encarcelado por irregularidades, Guadalhorce se arruinó en 1938, pero el 26 de diciembre de 1944 un fallo de la Cámara Judicial de Buenos Aires proclamó su inocencia.

### Regreso a España
A su vuelta a España el 27 de diciembre de 1947, dada su experiencia anterior, el dictador Francisco Franco le otorgó la presidencia del Consejo de Administración de RENFE, en el que trabajó en el lanzamiento de trenes Talgo y Ter. Asimismo, sumó otros cargos de tipo honorario, como presidente del Consejo de Obras Públicas, académico de Ciencias Morales y Políticas y caballero de la Real Maestranza de Caballería de Ronda. Por todos estos trabajos se le concedió la Gran Cruz de Carlos III.
Sin embargo, su papel en la vida política fue cada vez menor, y falleció en su residencia en el castillo de Santa Catalina en Málaga el 27 de septiembre de 1952 por un infarto de miocardio. Sus restos reposan en el Cementerio de San Miguel de dicha localidad. Su sobrino Javier Benjumea Puigcerver fundó la empresa Abengoa en 1941.